# Otto von Porat
Otto Wessel von Porat (ur. 29 września 1903 w Älmhult w regionie Kronoberg, zm. 14 października 1982 w Oslo) – norweski bokser wagi ciężkiej, złoty medalista letnich igrzyskach olimpijskich w Paryżu.